# Andriambahomanana
Andriambahomanana è un essere di cui si racconta nella mitologia dei betsileo del Madagascar.

## Nel mito
Andriambahomanana e sua moglie Andriamahilala furono la prima coppia di esseri umani apparsi sulla terra. Ebbero molti figli ed il dio supremo decise che ciò fosse sufficiente per popolare il mondo; chiese all'uomo come volesse morire ed egli rispose che voleva essere mutato in albero di banane. Quindi rivolse la stessa domanda alla moglie che espresse il desiderio di essere inviata sulla luna. Essa fu mandata lì e ogni mese muore, per poi rinascere il mese successivo.